# Inniscrone
Inniscrone (Iers:  Inis Crabhan), is een plaats in het Ierse graafschap County Sligo. De plaats telt 668 inwoners. De plaatsnaam wordt ook wel geschreven als Enniscrone of Inishcrone.